# Elisabeth Eybers

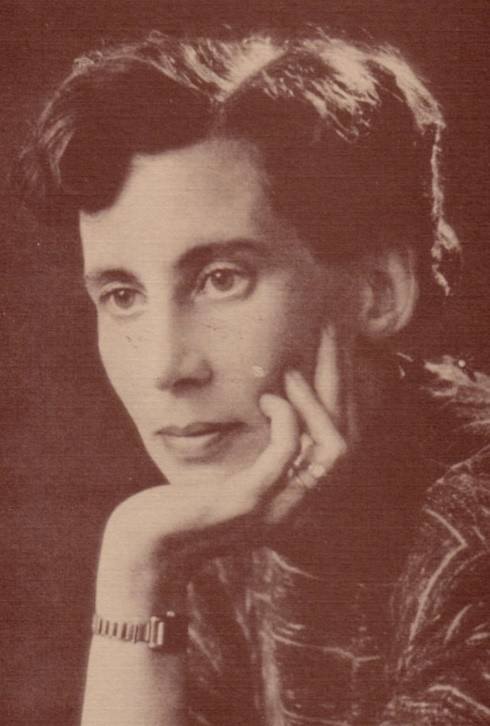
Elisabeth Eybers

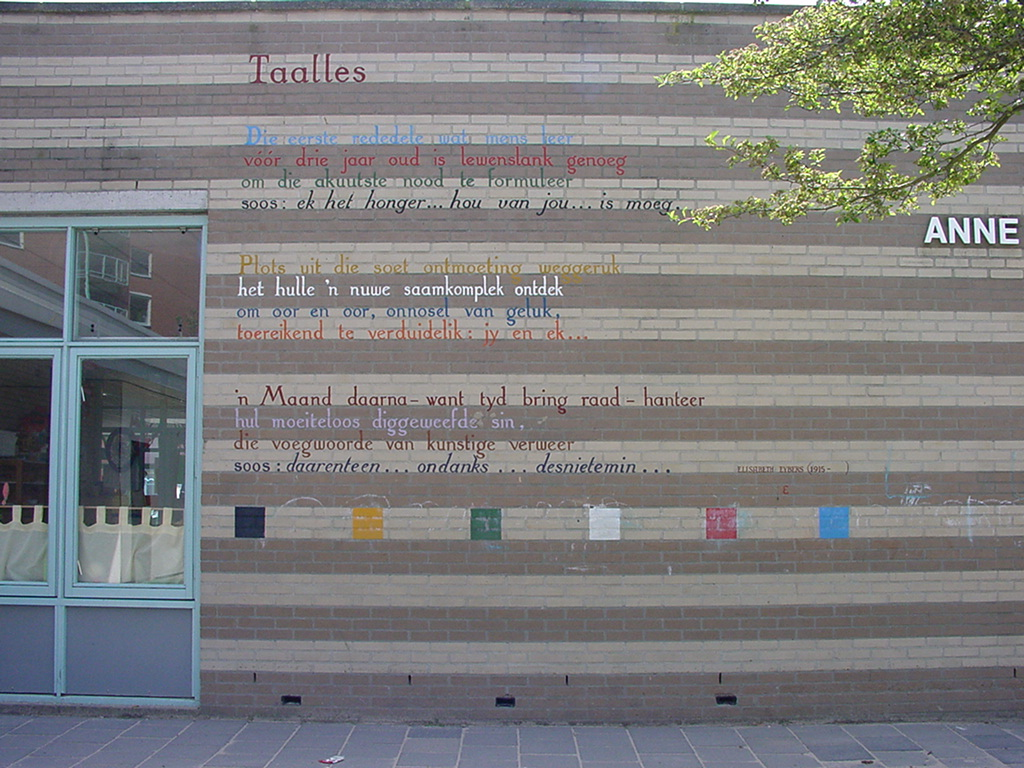
Taalles, ein Gedicht Eybers’ an einer niederländischen Hauswand

Elisabeth Françoise Eybers (* 16. Februar 1915 in Klerksdorp; † 1. Dezember 2007 in Amsterdam) war eine südafrikanisch-niederländische Dichterin. Sie schrieb auf Afrikaans und erhielt zahlreiche niederländische und südafrikanische Literaturpreise. Sie gilt als erste Frau, die mit auf Afrikaans geschriebenen Gedichten bekannt wurde.

## Leben
Eybers wuchs als Tochter eines Pastors der Niederländisch-reformierten Kirche Südafrikas in Schweizer-Reneke auf. Nach ihrem High-School-Abschluss studierte sie an der University of Witwatersrand und erwarb einen Bachelor of Arts cum laude. Sie arbeitete als Journalistin und heiratete den Geschäftsmann Albert Wessels, mit dem sie drei Töchter und einen Sohn hatte. Sie zählte zur Bewegung der Dertigers („Dreißiger“), die sich die Erneuerung der Afrikaans-Literatur zum Ziel gesetzt hatte. Themen ihrer Gedichte sind meist das Leben als Frau und als Mutter.
Schon 1943 erhielt sie mit dem Hertzogprys für Poesie den wichtigsten Preis für Literatur auf Afrikaans. Den Preis gewann sie erneut im Jahr 1971; später folgten weitere Preise in Südafrika und den Niederlanden, wo sie 1991 mit dem renommierten P.C.-Hooft-Prijs ausgezeichnet wurde. Wenige Monate vor ihrem Tod erhielt sie den südafrikanischen Order of Ikhamanga in Gold.
1961 ließ sie sich scheiden und nahm die niederländische Staatsbürgerschaft an. Sie lebte bis zu dessen Tod im Jahr 1994 mit dem niederländischen Volkswirtschaftler Pieter Hennipman zusammen, für den sie nach Amsterdam zog und den sie 1974 heiratete.

## Auszeichnungen
- 1943: Hertzogprys für Poesie
- 1971: Hertzogprys für Poesie
- 1973: CNA Literary Award für Kruys of munt
- 1977: CNA Literary Award für Einder
- 1978: Constantijn Huygensprijs
- 1982: CNA Literary Award für Bestand
- 1991: P.C.-Hooft-Prijs
- 1999: Order for Meritorious Service in Silber
- 2007: Order of Ikhamanga in Gold

## Werke
- 1936: Belydenis in die skemering
- 1939: Die stil avontuur
- 1945: Die vrou en ander verse
- 1946: Die ander dors
- 1950: Tussensang
- 1956: Helder halfjaar
- 1957: Versamelde gedigte
- 1958: Neerslag
- 1962: Balans
- 1965: Onderdak
- 1973: Kruis of munt
- 1977: Einder
- 1978: Gedigte 1958–1973
- 1982: Bestand
- 1985: Dryfsand
- 1987: Rymdwang
- 1987: Twee gedigte
- 1987: Miskien (vouwblad)
- 1989: Noodluik
- 1989: Vyf Verse
- 1990: Versamelde Gedigte
- 1993: Respyt
- 1995: Nuweling
- 1996: Tydverdryf/Pastime
- 1997: Verbruikersverse/Consumer’s verse
- 1999: Winter-surplus
- 2005: Valreep/Stirrup Cup
- 2008: Klinkklaar (mit CD)
- 2013: My radarhart laat niks ontglip

### Deutsche Ausgaben
- 1985: Zwölf Gedichte. Aldus-Presse, Reicheneck.
- 1993: Noodluik/Notausgang. Aldus-Presse, Reicheneck.
- 1995: n’ Pastoriedogter. Aldus-Presse, Reicheneck.